# Луций Марций Цензорин (консул 39 года до н. э.)
Лу́ций Ма́рций Цензорин (лат. Lucius Marcius Censorinus; умер, предположительно, после 17 года до н. э.) — римский военачальник и политический деятель из плебейского рода Марциев Цензоринов, консул 39 года до н. э. Участвовал в гражданских войнах на стороне цезарианцев.

## Биография
Представители знатного плебейского рода Марциев начали занимать высшие должности сразу после допуска плебеев к консулату. Их предком считался один из римских царей Анк Марций, который, в свою очередь, по матери был внуком Нумы Помпилия. Некоторые античные генеалоги пытались вести происхождение этого семейства от одного из сыновей Нумы и настаивали на его связи с богом войны Марсом.
Луций Марций был потомком первого цензора-плебея и единственного дважды цензора Гая Марция Рутила, получившего прозвище «Цензорин» (Censorinus), которое стало когноменом. Его прадедом был Луций Марций Цензорин, консул 149 года до н. э., командовавший римским флотом в начале осады Карфагена во время Третьей Пунической войны; дед носил преномен Гай. Oтец, тоже Луций, был монетарием в 82 году до н. э. и младшим братом Гая Марция Цензорина, видного деятеля марианской «партии», погибшего в 82 году до н. э.
Поскольку отец и дядя Луция Марция были марианцами, он в гражданских войнах 40-х годов до н. э. поддержал Гая Юлия Цезаря против Гнея Помпея. Согласно Николаю Дамасскому, 15 марта 44 года до н. э., когда в сенате заговорщики набросились на Цезаря с кинжалами, только Цензорин и Гай Кальвизий Сабин попытались защитить диктатора; позже в награду за это они получили совместный консулат. В письме от 19 апреля того же года Марк Туллий Цицерон упоминает Луция Марция в числе цезарианцев, рассчитывавших в новые времена сохранить имущество, награбленное при диктаторе.
В 43 году до н. э. Луций Марций стал претором благодаря поддержке Марка Антония. Предположительно это была городская претура. В любом случае Цензорин принял участие в походе Антония на Мутину против одного из убийц Цезаря, Децима Юния Брута. Этот поход закончился поражением, и Луций Марций как один из глав антонианской «партии» (наряду с Публием Вентидием Бассом) был объявлен вместе со своим покровителем врагом Республики. Однако вскоре Антоний заключил союз с Гаем Юлием Цезарем Октавианом и занял Рим. За этим последовали проскрипции, в ходе которых Луций Марций смог стать ещё богаче: в частности, ему достался особняк на Палатине, принадлежавший прежде Цицерону.
Цензорин принял участие в походе на Балканы против республиканцев, закончившемся полной победой цезарианской партии при Филиппах (конец 42 года до н. э.). После этой битвы Антоний назначил его наместником Македонии и Ахайи. В конце 40 года Луций Марций вернулся в Рим и был удостоен триумфа, который он отпраздновал 1 января 39 года до н. э. — в первый день своего консулата.
Цензорин и его коллега Гай Кальвизий Сабин были консулами не весь год: позже были назначены консулы-суффекты, Гай Кокцей и Публий Альфен Вар. Возможно, Луций Марций упоминается ещё один раз в 17 году до н. э. в декрете квиндецемвиров как один из участников этой коллегии.